# Ак-Бурун
Ак-Буру́н (укр. Ак-Бурун, крымскотат. Aq Burun, Акъ Бурун) — мыс в Крыму на побережье Керченского пролива. Замыкает с юга Керченскую бухту. Название в переводе с крымскотатарского означает «белый мыс» (aq — белый, burun — мыс).
Ак-Бурун, лежащий у переправы через Боспор Киммерийский, несёт на себе следы древнего городища. В середине XIX века для охраны Керченского пролива была построена Керченская крепость. Причиной строительства послужила Крымская война. На оконечности Ак-Буруна, тоже на вершине древнего кургана, была оборудована отдельная батарея, защищённая рвом.